# Julia de Cartago
Santa Julia de Cartago fue una virgen y mártir cristiana nacida en Cartago en el siglo V.
Tomada cautiva por los vándalos en el año 439, se dice que fue vendida a un comerciante que la llevó a Siria y más tarde a Provenza. Al pasar junto a la isla de Córcega se detuvo la embarcación para tomar provisiones. 
Julia descendió a tierra junto con la tripulación, en el preciso momento en que se celebraba una fiesta en honor de una divinidad pagana, pero se negó a tomar parte en la ceremonia.
Fue presentada por ello ante el gobernador Félix y condenada como cristiana a sufrir la pena de muerte el día 22 de mayo, mismo día en que se celebra su onomástica. 

## Biografía
Julia era una noble doncella de Cartago. 
Cuando Genserico tomó la ciudad, en 439, la joven fue vendida como esclava a Eusebio, un mercader pagano originario de Siria.
Julia llevó una vida ejemplar y supo servir con tanto esmero a su amo, que éste la llevó consigo en un viaje que hizo a las Galias para vender productos del oriente.
El navío en que hicieron la travesía atracó en las costas de Córcega. Eusebio bajó a tierra para asistir a un festival pagano, mientras Julia, que había condenado abiertamente la conducta de su amo, se quedó en el navío. 
Se dice que Félix el gobernador de la isla, interrogó a Eusebio acerca de la esclava que se había atrevido a insultar a los dioses; Eusebio confesó que era cristiana, pero dijo al Gobernador que no podía prescindir de los servicios de una esclava tan fiel y habilidosa.
Félix le habría ofrecido cuatro de sus mejores esclavas a cambio de Julia, pero Eusebio replicó: “Todas vuestras posesiones no valen los servicios que ella me presta”.
El gobernador aprovechó la circunstancia de que Eusebio había bebido demasiado y mandó traer a Julia para obligarla a ofrecer sacrificios a los dioses. Propuso a la santa la libertad, con tal que sacrificase.
Julia se negó indignada y proclamó que no deseaba otra libertad que la de seguir en el servicio de su Señor Jesucristo. Esta respuesta enfureció al gobernador, quien ordenó al punto que la golpeasen en el rostro y le arrancasen de raíz los cabellos. A continuación ordenó que Julia fuera crucificada.
Santa Julia es la patrona de Córcega y Liorna.
- Datos: Q237982
- Multimedia: Saint Julia of Corsica / Q237982